# 欧特吕什
欧特吕什（法語：Autruche，法語發音：[otʁyʃ] ⓘ）是法国大東部大區阿登省的一个市镇，属于武济耶区。

## 地理
欧特吕什（49°27'17"N, 4°54'0"E）面积8.24 平方千米，位于法国大東部大區阿登省，该省份为法国北部内陆省份，西接埃纳省，南至马恩省，东临默兹省，北与比利时接壤。
与欧特吕什接壤的市镇（或旧市镇、城区）包括：欧特、热尔蒙、阿里库尔、圣皮埃尔蒙。

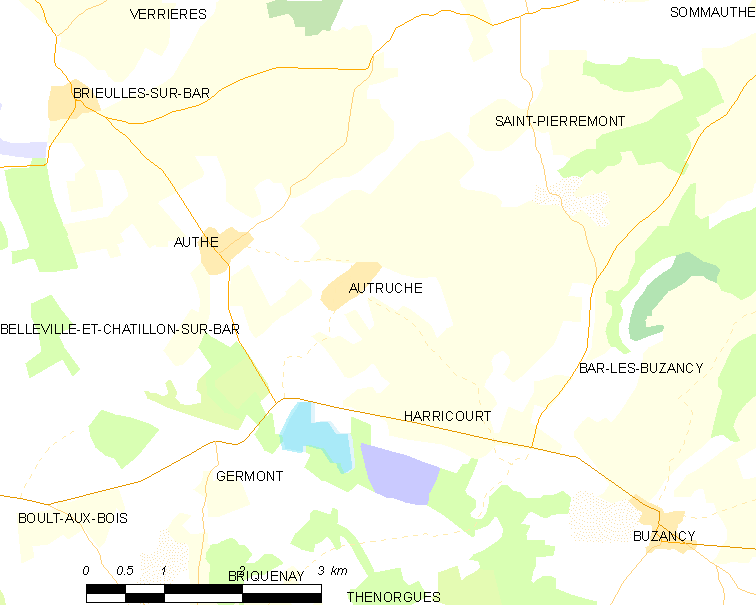
欧特吕什的OSM定位图

欧特吕什的时区为UTC+01:00、UTC+02:00（夏令时）。

## 行政
欧特吕什的邮政编码为08240，INSEE市镇编码为08035。

## 政治
欧特吕什所属的省级选区为武济耶县。

## 人口

1962-2008年间欧特吕什人口变化图示

欧特吕什于2022年1月1日时的人口数量为50人。